# Ranunculus yaoanus
Ranunculus yaoanus W.T. Wang – gatunek rośliny z rodziny jaskrowatych (Ranunculaceae Juss.). Występuje endemicznie w Chinach, w południowo-wschodniej części Tybetu. 

## Morfologia
PokrójBylina o mniej lub bardziej owłosionych pędach. Dorasta do 25 cm wysokości.
LiścieW zarysie mają pięciokątny kształt, złożone z romboidalnych i trójdzielnych segmentów. Mierzą 1,5–2,5 cm długości oraz 2,5 cm szerokości. Nasada liścia jest sercowato ucięta. Ogonek liściowy jest nagi i ma 5–7 cm długości.
KwiatySą pojedyncze. Rozwijają się na szczytach pędów. Mają żółtą barwę. Osiągają 15 mm średnicy. Mają 5 eliptycznych działek kielicha, które dorastają do 5 mm długości. Mają 5 odwrotnie owalnych płatków o długości 6–7 mm.
OwoceNagie niełupki o długości 1–2 mm. Tworzą owoc zbiorowy – wieloniełupkę o kulistym kształcie i 6 mm długości.

## Biologia i ekologia
Rośnie na brzegach rzek. Występuje na obszarze górskim na wysokości około 3700 m n.p.m. Kwitnie w lipcu. 